# Grand Prix Japonii 2025
Grand Prix Japonii 2025, oficjalnie Formula 1 Lenovo Japanese Grand Prix 2025 – trzecia runda Mistrzostw Świata Formuły 1 w sezonie 2025. Grand Prix odyło się w dniach 4–6 kwietnia 2025 na torze Suzuka International Racing Course w Suzuce. Wyścig po starcie z pole position wygrał Max Verstappen (Red Bull Racing), a na podium stanęli kolejno kierowcy McLarena: Lando Norris i Oscar Piastri.

## Lista startowa
Na niebieskim tle kierowcy biorący udział jedynie w piątkowych treningach.
| Nr          | Kierowca              | Zespół                             | Samochód                          | Silnik              | Opony |
| ----------- | --------------------- | ---------------------------------- | --------------------------------- | ------------------- | ----- |
| 1           | Max Verstappen        | Oracle Red Bull Racing             | Red Bull Racing RB21              | Honda RBPTH002      | P     |
| 4           | Lando Norris          | McLaren Formula 1 Team             | McLaren MCL39                     | Mercedes-AMG F1 M16 | P     |
| 5           | Gabriel Bortoleto     | Stake F1 Team Kick Sauber          | Kick Sauber C45                   | Ferrari 066/12      | P     |
| 6           | Isack Hadjar          | Visa Cash App Racing Bulls F1 Team | Racing Bulls VCARB 02             | Honda RBPTH002      | P     |
| 7           | Jack Doohan           | BWT Alpine F1 Team                 | Alpine A525                       | Renault E-Tech RE25 | P     |
| 10          | Pierre Gasly          | BWT Alpine F1 Team                 | Alpine A525                       | Renault E-Tech RE25 | P     |
| 12          | Andrea Kimi Antonelli | Mercedes-AMG PETRONAS F1 Team      | Mercedes-AMG F1 W16 E Performance | Mercedes-AMG F1 M16 | P     |
| 14          | Fernando Alonso       | Aston Martin Aramco F1 Team        | Aston Martin AMR25                | Mercedes-AMG F1 M16 | P     |
| 16          | Charles Leclerc       | Scuderia Ferrari HP                | Ferrari SF-25                     | Ferrari 066/12      | P     |
| 18          | Lance Stroll          | Aston Martin Aramco F1 Team        | Aston Martin AMR25                | Mercedes-AMG F1 M16 | P     |
| 22          | Yūki Tsunoda          | Oracle Red Bull Racing             | Red Bull Racing RB21              | Honda RBPTH002      | P     |
| 23          | Alexander Albon       | Atlassian Williams Racing          | Williams FW47                     | Mercedes-AMG F1 M16 | P     |
| 27          | Nico Hülkenberg       | Stake F1 Team Kick Sauber          | Kick Sauber C45                   | Ferrari 066/12      | P     |
| 30          | Liam Lawson           | Visa Cash App Racing Bulls F1 Team | Racing Bulls VCARB 02             | Honda RBPTH002      | P     |
| 31          | Esteban Ocon          | MoneyGram Haas F1 Team             | Haas VF-25                        | Ferrari 066/12      | P     |
| 44          | Lewis Hamilton        | Scuderia Ferrari HP                | Ferrari SF-25                     | Ferrari 066/12      | P     |
| 55          | Carlos Sainz Jr.      | Atlassian Williams Racing          | Williams FW47                     | Mercedes-AMG F1 M16 | P     |
| 62          | Ryō Hirakawa          | BWT Alpine F1 Team                 | Alpine A525                       | Renault E-Tech RE25 | P     |
| 63          | George Russell        | Mercedes-AMG PETRONAS F1 Team      | Mercedes-AMG F1 W16 E Performance | Mercedes-AMG F1 M16 | P     |
| 81          | Oscar Piastri         | McLaren Formula 1 Team             | McLaren MCL39                     | Mercedes-AMG F1 M16 | P     |
| 87          | Oliver Bearman        | MoneyGram Haas F1 Team             | Haas VF-25                        | Ferrari 066/12      | P     |
| Źródło: FIA |                       |                                    |                                   |                     |       |

## Wyniki

### Najlepsze czasy sesji treningowych
| Sesja       | Nr | Kierowca      | Konstruktor      | Czas     | Okr. |
| ----------- | -- | ------------- | ---------------- | -------- | ---- |
| 1           | 4  | Lando Norris  | McLaren-Mercedes | 1:28,549 | 24   |
| 2           | 81 | Oscar Piastri | McLaren-Mercedes | 1:28,114 | 13   |
| 3           | 4  | Lando Norris  | McLaren-Mercedes | 1:27,965 | 17   |
| Źródło: FIA |    |               |                  |          |      |

### Kwalifikacje
| P                    | Nr | Kierowca              | Konstruktor                  | Czasy w kwalifikacjach | Czasy w kwalifikacjach | Czasy w kwalifikacjach | Poz. s. |
| P                    | Nr | Kierowca              | Konstruktor                  | Q1                     | Q2                     | Q3                     | Poz. s. |
| -------------------- | -- | --------------------- | ---------------------------- | ---------------------- | ---------------------- | ---------------------- | ------- |
| 1                    | 1  | Max Verstappen        | Red Bull Racing-Honda RBPT   | 1:27,943               | 1:27,502               | 1:26,983               | 1       |
| 2                    | 4  | Lando Norris          | McLaren-Mercedes             | 1:27,845               | 1:27,146               | 1:26,995               | 2       |
| 3                    | 81 | Oscar Piastri         | McLaren-Mercedes             | 1:27,687               | 1:27,507               | 1:27,027               | 3       |
| 4                    | 16 | Charles Leclerc       | Ferrari                      | 1:27,920               | 1:27,555               | 1:27,299               | 4       |
| 5                    | 63 | George Russell        | Mercedes                     | 1:27,843               | 1:27,400               | 1:27,318               | 5       |
| 6                    | 12 | Andrea Kimi Antonelli | Mercedes                     | 1:27,968               | 1:27,639               | 1:27,555               | 6       |
| 7                    | 6  | Isack Hadjar          | Racing Bulls-Honda RBPT      | 1:28,278               | 1:27,775               | 1:27,569               | 7       |
| 8                    | 44 | Lewis Hamilton        | Ferrari                      | 1:27,942               | 1:27,610               | 1:27,610               | 8       |
| 9                    | 23 | Alexander Albon       | Williams-Mercedes            | 1:28,218               | 1:27,783               | 1:27,615               | 9       |
| 10                   | 87 | Oliver Bearman        | Haas-Ferrari                 | 1:28,228               | 1:27,711               | 1:27,867               | 10      |
| 11                   | 10 | Pierre Gasly          | Alpine-Renault               | 1:28,186               | 1:27,822               |                        | 11      |
| 12                   | 55 | Carlos Sainz Jr.      | Williams-Mercedes            | 1:28,209               | 1:27,836               |                        | 15      |
| 13                   | 14 | Fernando Alonso       | Aston Martin Aramco-Mercedes | 1:28,337               | 1:27,897               |                        | 12      |
| 14                   | 30 | Liam Lawson           | Racing Bulls-Honda RBPT      | 1:28,554               | 1:27,906               |                        | 13      |
| 15                   | 22 | Yūki Tsunoda          | Red Bull Racing-Honda RBPT   | 1:27,967               | 1:28,000               |                        | 14      |
| 16                   | 27 | Nico Hülkenberg       | Kick Sauber-Ferrari          | 1:28,570               |                        |                        | 16      |
| 17                   | 5  | Gabriel Bortoleto     | Kick Sauber-Ferrari          | 1:28,622               |                        |                        | 17      |
| 18                   | 31 | Esteban Ocon          | Haas-Ferrari                 | 1:28,696               |                        |                        | 18      |
| 19                   | 7  | Jack Doohan           | Alpine-Renault               | 1:28,877               |                        |                        | 19      |
| 20                   | 18 | Lance Stroll          | Aston Martin Aramco-Mercedes | 1:29,271               |                        |                        | 20      |
| 107% czasu: 1:33,825 |    |                       |                              |                        |                        |                        |         |
| Źródło: FIA          |    |                       |                              |                        |                        |                        |         |

### Wyścig
| P           | Nr | Kierowca              | Konstruktor                  | Okr. | Czas         | Poz. s. | +/−       | Punkty |
| ----------- | -- | --------------------- | ---------------------------- | ---- | ------------ | ------- | --------- | ------ |
| 1           | 1  | Max Verstappen        | Red Bull Racing-Honda RBPT   | 53   | 1:22:06,983  | 1       | Bez zmian | 25     |
| 2           | 4  | Lando Norris          | McLaren-Mercedes             | 53   | +1,423       | 2       | Bez zmian | 18     |
| 3           | 81 | Oscar Piastri         | McLaren-Mercedes             | 53   | +2,129       | 3       | Bez zmian | 15     |
| 4           | 16 | Charles Leclerc       | Ferrari                      | 53   | +16,097      | 4       | Bez zmian | 12     |
| 5           | 63 | George Russell        | Mercedes                     | 53   | +17,362      | 5       | Bez zmian | 10     |
| 6           | 12 | Andrea Kimi Antonelli | Mercedes                     | 53   | +18,671      | 6       | Bez zmian | 8      |
| 7           | 44 | Lewis Hamilton        | Ferrari                      | 53   | +29,182      | 8       | 1         | 6      |
| 8           | 6  | Isack Hadjar          | Racing Bulls-Honda RBPT      | 53   | +37,134      | 7       | 1         | 4      |
| 9           | 23 | Alexander Albon       | Williams-Mercedes            | 53   | +40,367      | 9       | Bez zmian | 2      |
| 10          | 87 | Oliver Bearman        | Haas-Ferrari                 | 53   | +54,529      | 10      | Bez zmian | 1      |
| 11          | 14 | Fernando Alonso       | Aston Martin Aramco-Mercedes | 53   | +57,333      | 12      | 1         |        |
| 12          | 22 | Yūki Tsunoda          | Red Bull Racing-Honda RBPT   | 53   | +58,401      | 14      | 2         |        |
| 13          | 10 | Pierre Gasly          | Alpine-Renault               | 53   | +62,122      | 11      | 2         |        |
| 14          | 55 | Carlos Sainz Jr.      | Williams-Mercedes            | 53   | +74,129      | 15      | 1         |        |
| 15          | 7  | Jack Doohan           | Alpine-Renault               | 53   | +81,314      | 19      | 4         |        |
| 16          | 27 | Nico Hülkenberg       | Kick Sauber-Ferrari          | 53   | +81,957      | 16      | Bez zmian |        |
| 17          | 30 | Liam Lawson           | Racing Bulls-Honda RBPT      | 53   | +82,734      | 13      | 4         |        |
| 18          | 31 | Esteban Ocon          | Haas-Ferrari                 | 53   | +83,438      | 18      | Bez zmian |        |
| 19          | 5  | Gabriel Bortoleto     | Kick Sauber-Ferrari          | 53   | +83,897      | 17      | 2         |        |
| 20          | 18 | Lance Stroll          | Aston Martin Aramco-Mercedes | 52   | +1 okrążenie | 20      | Bez zmian |        |
| Źródło: FIA |    |                       |                              |      |              |         |           |        |

### Najszybsze okrążenie
| Nr          | Kierowca              | Konstruktor | Czas     | Okr. |
| ----------- | --------------------- | ----------- | -------- | ---- |
| 12          | Andrea Kimi Antonelli | Mercedes    | 1:30,965 | 50   |
| Źródło: FIA |                       |             |          |      |

### Prowadzenie w wyścigu
| Nr                              | Kierowca              | Konstruktor                | Okrążenia   | Suma |
| ------------------------------- | --------------------- | -------------------------- | ----------- | ---- |
| 1                               | Max Verstappen        | Red Bull Racing-Honda RBPT | 1–21, 32–53 | 43   |
| 12                              | Andrea Kimi Antonelli | Mercedes                   | 22–31       | 10   |
| \| Wykres \| \| ------ \| \| \| |                       |                            |             |      |
| Źródło: FIA                     |                       |                            |             |      |
| Wykres                          |                       |                            |             |      |
|                                 |                       |                            |             |      |

## Klasyfikacja po wyścigu

### Kierowcy
| P           | +/–       | Kierowca              | Zgł. | Punkty | P1 | P2 | P3 | PP | NO | NS | NU | NW | DK |
| ----------- | --------- | --------------------- | ---- | ------ | -- | -- | -- | -- | -- | -- | -- | -- | -- |
| 1           | Bez zmian | Lando Norris          | 3    | 62     | 1  | 2  | –  | 1  | 2  | –  | –  | –  | –  |
| 2           | Bez zmian | Max Verstappen        | 3    | 61     | 1  | 1  | –  | 1  | –  | –  | –  | –  | –  |
| 3           | 1         | Oscar Piastri         | 3    | 49     | 1  | –  | 1  | 1  | –  | –  | –  | –  | –  |
| 4           | 1         | George Russell        | 3    | 45     | –  | –  | 2  | –  | –  | –  | –  | –  | –  |
| 5           | Bez zmian | Andrea Kimi Antonelli | 3    | 30     | –  | –  | –  | –  | 1  | –  | –  | –  | –  |
| 6           | 4         | Charles Leclerc       | 3    | 20     | –  | –  | –  | –  | –  | 1  | –  | –  | 1  |
| 7           | 1         | Alexander Albon       | 3    | 18     | –  | –  | –  | –  | –  | –  | –  | –  | –  |
| 8           | 1         | Lewis Hamilton        | 3    | 15     | –  | –  | –  | –  | –  | 1  | –  | –  | 1  |
| 9           | 2         | Esteban Ocon          | 3    | 10     | –  | –  | –  | –  | –  | –  | –  | –  | –  |
| 10          | 2         | Lance Stroll          | 3    | 10     | –  | –  | –  | –  | –  | –  | –  | –  | –  |
| 11          | Bez zmian | Nico Hülkenberg       | 3    | 6      | –  | –  | –  | –  | –  | –  | –  | –  | –  |
| 12          | Bez zmian | Oliver Bearman        | 3    | 5      | –  | –  | –  | –  | –  | –  | –  | –  | –  |
| 13          | 2         | Isack Hadjar          | 3    | 4      | –  | –  | –  | –  | –  | 1  | –  | 1  | –  |
| 14          | 1         | Yūki Tsunoda          | 3    | 3      | –  | –  | –  | –  | –  | –  | –  | –  | –  |
| 15          | 1         | Carlos Sainz Jr.      | 3    | 1      | –  | –  | –  | –  | –  | 1  | 1  | –  | –  |
| 16          | Bez zmian | Pierre Gasly          | 3    | 0      | –  | –  | –  | –  | –  | 1  | –  | –  | 1  |
| 17          | N         | Fernando Alonso       | 3    | 0      | –  | –  | –  | –  | –  | 2  | 2  | –  | –  |
| 18          | 1         | Liam Lawson           | 3    | 0      | –  | –  | –  | –  | –  | 1  | 1  | –  | –  |
| 19          | 1         | Jack Doohan           | 3    | 0      | –  | –  | –  | –  | –  | 1  | 1  | –  | –  |
| 20          | 1         | Gabriel Bortoleto     | 3    | 0      | –  | –  | –  | –  | –  | 1  | 1  | –  | –  |
| Źródło: FIA |           |                       |      |        |    |    |    |    |    |    |    |    |    |

### Konstruktorzy
| P           | +/–       | Konstruktor                  | Zgł. | Punkty | P1 | P2 | P3 | PP | NO | NS | NU | NW | DK |
| ----------- | --------- | ---------------------------- | ---- | ------ | -- | -- | -- | -- | -- | -- | -- | -- | -- |
| 1           | Bez zmian | McLaren-Mercedes             | 6    | 111    | 2  | 2  | 1  | 2  | 2  | –  | –  | –  | –  |
| 2           | Bez zmian | Mercedes                     | 6    | 75     | –  | –  | 2  | –  | 1  | –  | –  | –  | –  |
| 3           | Bez zmian | Red Bull Racing-Honda RBPT   | 6    | 61     | 1  | 1  | –  | 1  | –  | 1  | 1  | –  | –  |
| 4           | 1         | Ferrari                      | 6    | 35     | –  | –  | –  | –  | –  | 2  | –  | –  | 2  |
| 5           | 1         | Williams-Mercedes            | 6    | 19     | –  | –  | –  | –  | –  | 1  | 1  | –  | –  |
| 6           | Bez zmian | Haas-Ferrari                 | 6    | 15     | –  | –  | –  | –  | –  | –  | –  | –  | –  |
| 7           | Bez zmian | Aston Martin Aramco-Mercedes | 6    | 10     | –  | –  | –  | –  | –  | 2  | 2  | –  | –  |
| 8           | 1         | Racing Bulls-Honda RBPT      | 6    | 7      | –  | –  | –  | –  | –  | 1  | –  | 1  | –  |
| 9           | 1         | Kick Sauber-Ferrari          | 6    | 6      | –  | –  | –  | –  | –  | 1  | 1  | –  | –  |
| 10          | Bez zmian | Alpine-Renault               | 6    | 0      | –  | –  | –  | –  | –  | 2  | 1  | –  | 1  |
| Źródło: FIA |           |                              |      |        |    |    |    |    |    |    |    |    |    |